# Религия в Боснии и Герцеговине
Религия в Боснии и Герцеговине представлена следующими конфессиями: Ислам (53 %), православие (25 %), католицизм (15 %) и другие (в т.ч. атеизм) — иудаизм, протестантство, свидетели Иеговы.

## История
Вплоть до X века население большей части Боснии было язычниками, хотя в Герцеговине принятие христианства произошло довольно рано. Считается, что первые священники были посланы сюда Римом. Однако в 930-х гг., после присоединения Боснии к Сербии, христианские приходы Боснии переподчиняются Константинополю, в 968 г. Босния присоединяется к Хорватии (находившейся в зависимости от Византии), в 1019 г. – непосредственно к Византии, а в 1026 г. становится независимой. В 1080-х гг. в Боснии основывается католическая епархия. В 1135 г. Босния присоединена к католической Венгрии, в 1166—1180 гг. вновь оказывается в составе православной Византии, после чего опять становится независимой. 
Таким образом, к XII—XIV веках на территории Боснии и Герцеговины существовали две религии.   Преимущественно католическими были север и центр Боснии, а южное княжество Хум (Герцеговина), в 1168-1326 гг. входившее в состав Сербии, находилось в юрисдикции Сербской Православной Церкви и с 1219 г. было подчинено непосредственно сербскому архиепископу.
Первый турецкий набег на боснийские земли был совершен в 1388 г., и уже в 1448 г. турки захватили часть центральной Боснии вокруг поселения Врхбосна, выросшего позже в город Сараево.
Боснийский король Степан Томаш просил помощи у Католической Церкви, но Папа захотел сначала убедиться в отсутствии в Боснии "ереси". Томаш собрал в 1459 г. духовенство Боснийской церкви, приказав всем священникам либо засвидетельствовать веру в непогрешимость Папы и приверженность католичеству во всех догматах и обрядах, либо покинуть королевство. 
Степан Томаш так и не дождался крестового похода, скончавшись в 1461 г. На следующий год его сын Степан Томашевич отказался платить дань турецкому султану Мехмеду II. Весной 1463 г. султан пришёл в Боснию с большой армией. Армия Стефана Томачевича, была разгромлена, а он сам был казнен по приказу султана в июле 1463 г. 
После этого Пий II в октябре 1463 г. объявил крестовый поход, однако в реальности это объявление так ни во что не воплотилось (Пий II умер в августе 1464 г., так и не успев сформировать войско, а новый Папа Павел II даже и не вспомнил о крестовом походе, занимаясь только решением внутрикатолических проблем и борьбой с гуситами). 
Завоевание Боснии турками в XV—XVI вв. сопровождалось массовым обращением населения в ислам. Многие боснийские дворяне, чтобы сохранить имущество, привилегии и господствующее положение, вынуждены были пойти на этот шаг. Результаты турецкой оккупации были таковы: тысячи боснийцев обоего пола были проданы в рабство или забраны в янычары. Турки объявили, что переходившие в ислам получали освобождение от налогов и другие привилегии: славянская знать, принявшая ислам, приравнивалась к турецкой знати. Однако большинство боснийских сербов и хорватов остались христианами. 
На рубеже 1520—30 гг., по данным турецкого историка Омера Лютфи Баркана, в Боснийском Санджаке население на 38,7 % составляли мусульмане. В Герцеговине, завоеванной турками только в 1482 г., распространение ислама шло менее активно.
В 1624 г. албанский священник Петер Масаречи писал, что в Боснии живут 150 тысяч католиков, 75 тысяч православных и 450 тысяч мусульман. После того, как австрийцы отвоевали у турок Венгрию и Хорватию, мусульмане из этих территорий в 1690 г. переселились в Боснию.
В 1875 г. в Герцеговине началось восстание крестьян-христиан против турецкого владычества, которое перекинулось на некоторые районы Боснии, а в 1878 г. Босния была присоединена к Австро-Венгрии. 
По данным австрийской переписи 1879 г. население на 42,88 % состояло из православных, 38,75 % из мусульман, и на 18,08 % из католиков.
В 1910 г. на 1 898 044 жителя приходилось 43,49 % православных, 32,25 % мусульман и 22,87 % католиков. В городах Боснии и Герцеговины преобладали мусульмане, за ними шли католики и только потом православные. 
Тенденция роста доли православных и католиков при падении доли мусульман сохранялась и после распада Австро-Венгрии и вхождения Боснии в состав Югославии. 

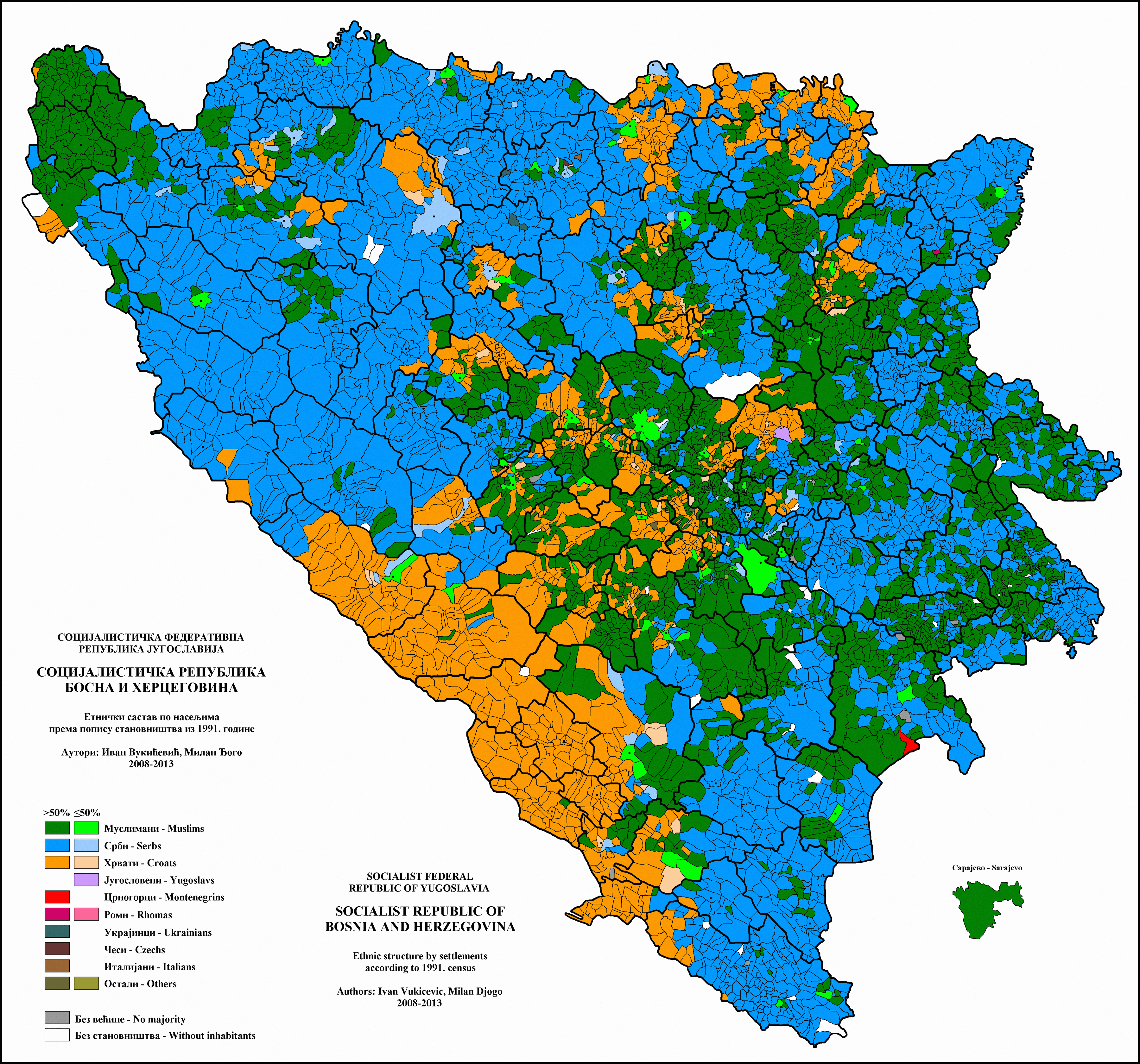
Перепись 1991 года:
Мусульмане
Сербы
Хорваты

Распад Югославии привел к обострению противостояния трех наций, говорящих на одном языке и имеющих общее происхождение, но исповедующих разную религию. В октябре 1991 г. хорватские и мусульманские депутаты боснийского парламента приняли меморандум о суверенитете республики. В ноябре 1991 г. боснийские сербы на референдуме высказались за создание обновленного югославского государства вместе с Сербией. 9 января 1992 г. провозглашена Республика Сербская Боснии и Герцеговины, а 3 июля 1992 г. провозглашено хорватское государство Герцег-Босна. 
В межнациональной и межрелигиозной войне погибли 250—270 тысяч человек, 1,4 млн. стали беженцами (большинство сейчас вернулись), разрушено и повреждено большое количество мечетей, православных и католических церквей. Доля мусульман в населении Сараево выросла с 50 % до 90 %. 
В конце 1995 г. в стране размещены миротворцы НАТО, была создана мусульмано-хорватская Федерация Боснии и Герцеговины (51 % территории) и Республика Сербская (49 %). 
Число католиков за период войны снизилось сильнее, чем число мусульман или православных: многие беженцы-хорваты так и остались в Хорватии. 
В настоящее время приверженность к той, или иной конфессии определяется в основном национальностью: сербы – исповедуют православие (31 %), хорваты – католицизм (15 %). Сербы и хорваты, исповедующие ислам, называют себя бошняками либо муслиманами (40 %).

## Статус свободы вероисповедания
Конституция Боснии и Герцеговины предусматривает свободу вероисповедания.
Религиозное образование в Боснии и Герцеговине в значительной степени децентрализовано, как и система образования вообще. Правительства Федерации Боснии и Герцеговины, Республики Сербской и власти округа Брчко несут ответственность за образование, каждое на подконтрольной территории, нет никакого общегосударственного министерства просвещения. Общественные школы предоставляют религиозное образование, но за исключением Брчко, школы каждого кантона преподают основы доминирующей конфессии. Теоретически, студенты имеют право не посещать занятия, но практически в результате давления клерикальных преподавателей и пэров, студентам приходится посещать занятия. Например, власти Республики Сербской требуют, чтобы сербы посещали занятия по религии, но не требует этого от боснийцев и хорватов. Если более 20 боснийцев или хорватов посещают свою конфессиональную школу в РС, то школа обязана организовывать религиозные классы от их имени. Однако в сельских районах РС нет обычно никакого компетентного религиозного представителя, который мог бы преподавать религиозные дисциплины горстке хорватских или боснийских студентов. То же самое происходит в Федерации, где студенты хорваты или боснийцы обязаны посещать религиозные занятия, в то время как сербам не обязательно их посещать. В пяти кантонах Федерации с преобладающим боснийским населением, школы предлагают исламские религиозные занятия, в виде двухчасового еженедельного курса.

## Межрелигиозные отношения
В 1997 году в Сараево лидерами мусульманской, православной, католической и еврейской общин был создан Межрелигиозный совет Боснии и Герцеговины. Межрелигиозная организация была учреждена для использования возможностей регионального межрелигиозного диалога в мирном строительстве.

## Территориальное распределение
Историческая галерея:

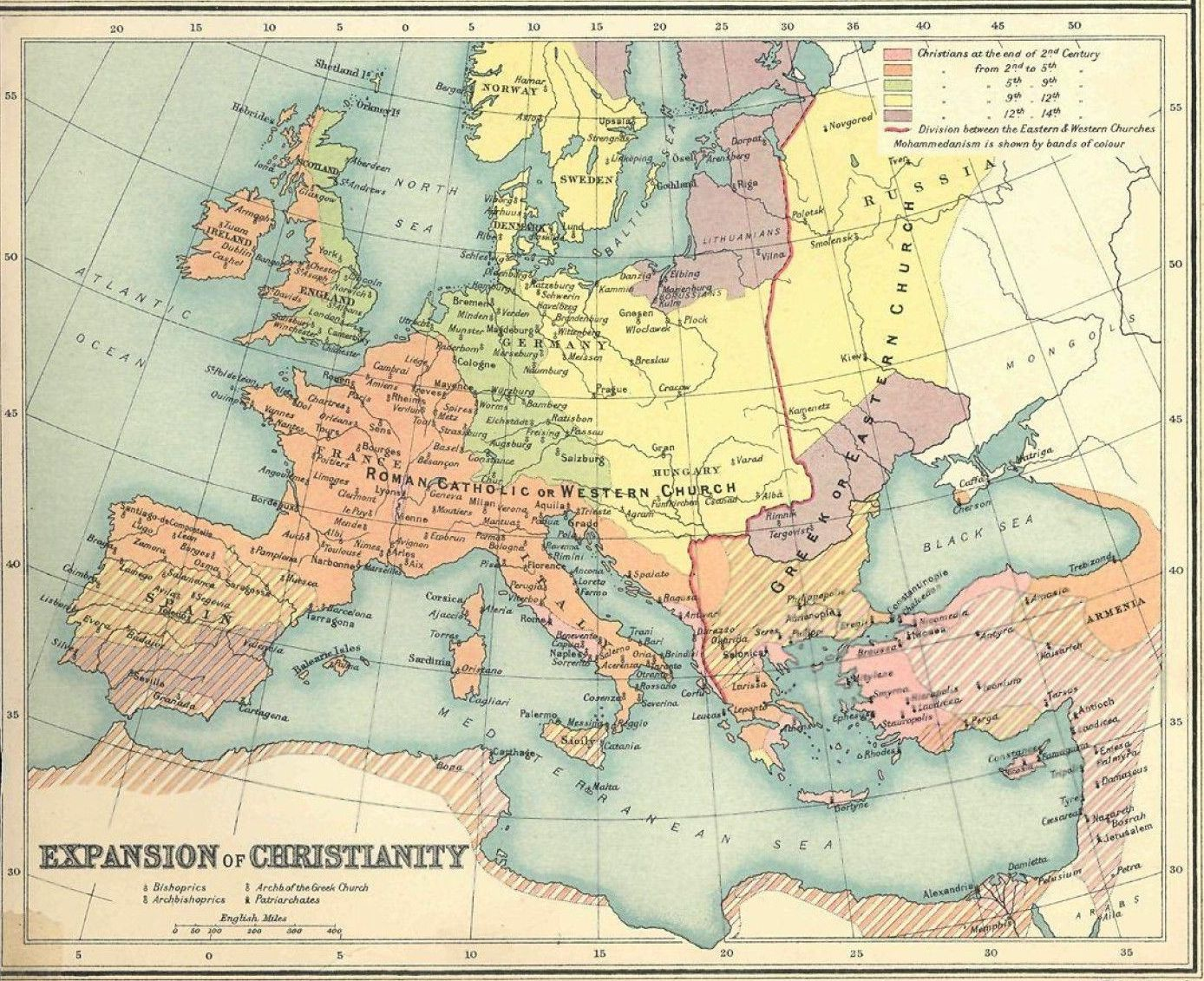
Распространение христианства в Европе и Средиземноморье до Нового времени, с разделом церкви на Восточную и Западную.
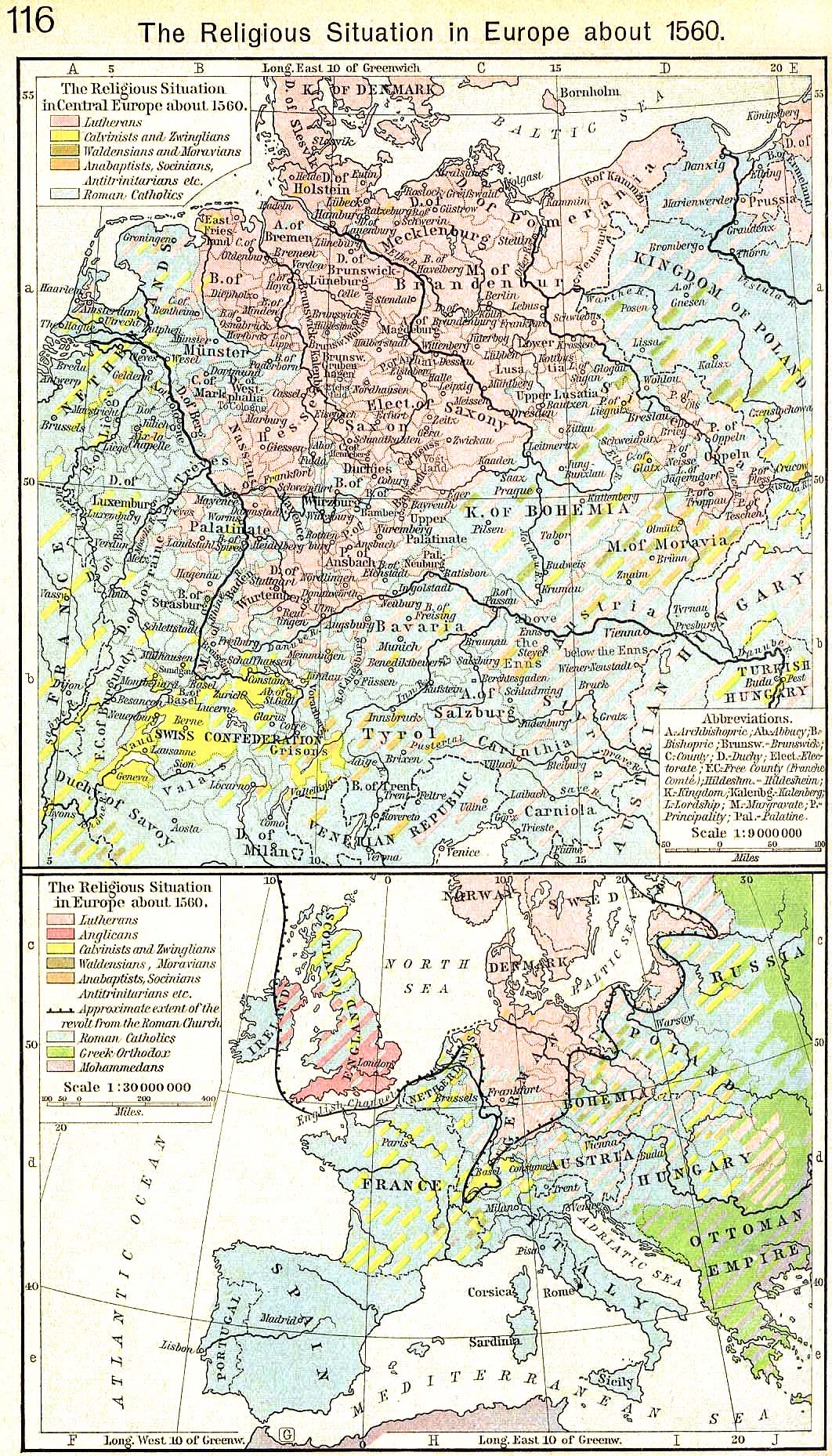
Религиозная ситуация в Европе около 1560 года
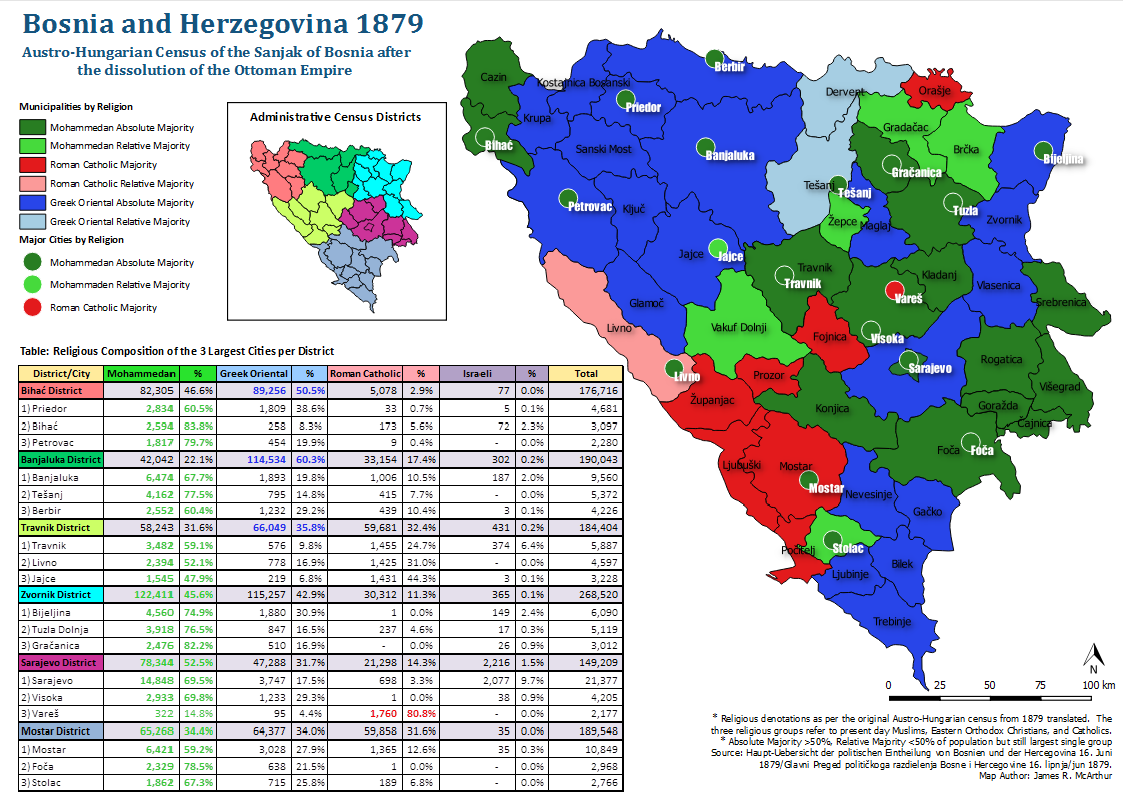
Религиозный состав Боснии и Герцеговины по муниципалитетам по итогам первой переписи населения (1879 год, после оккупации Боснийского вилайета Австро-Венгрией)

Религиозный состав на 2013 год, в процентах:

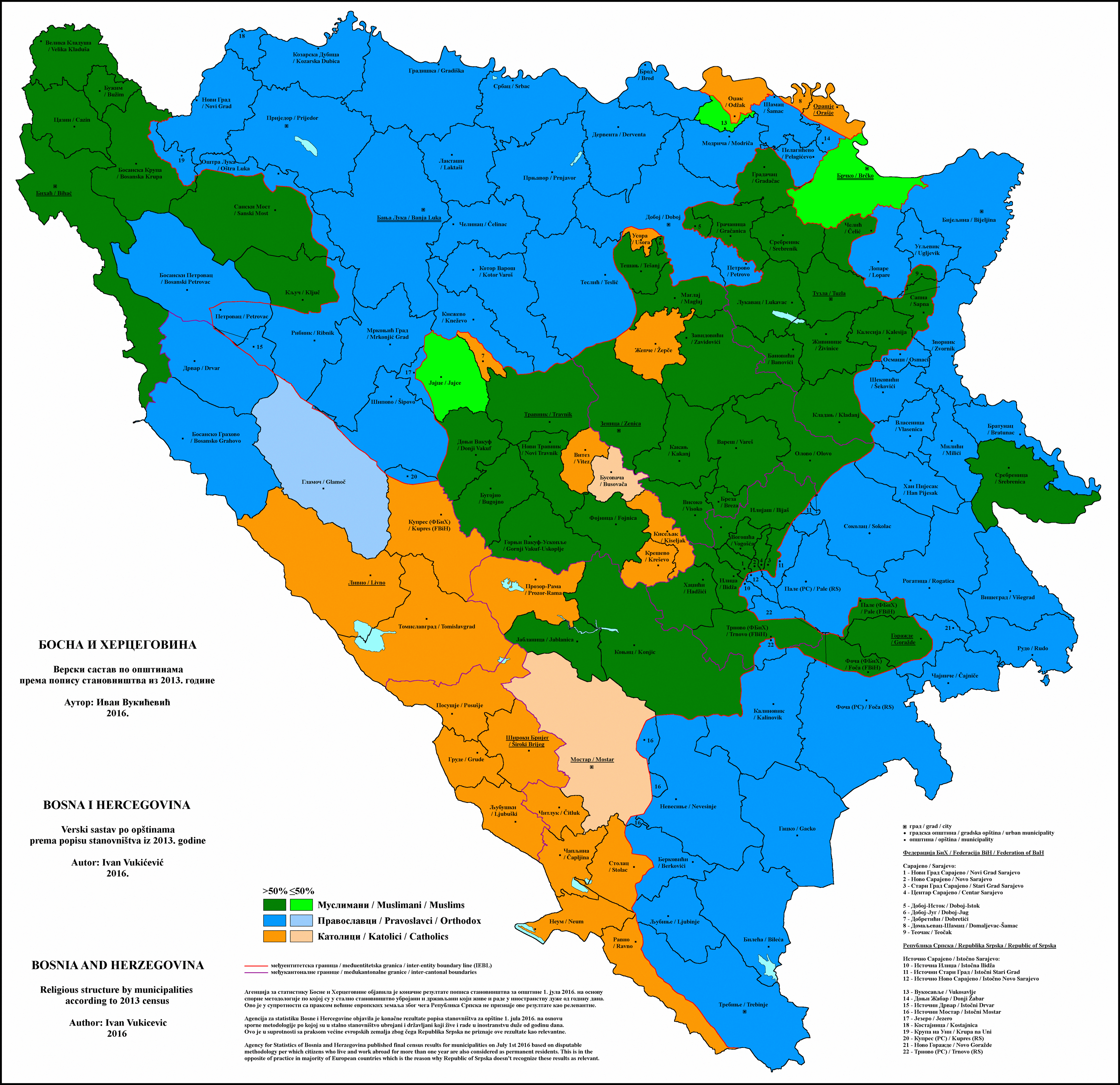
Общий, с шагом в 50%
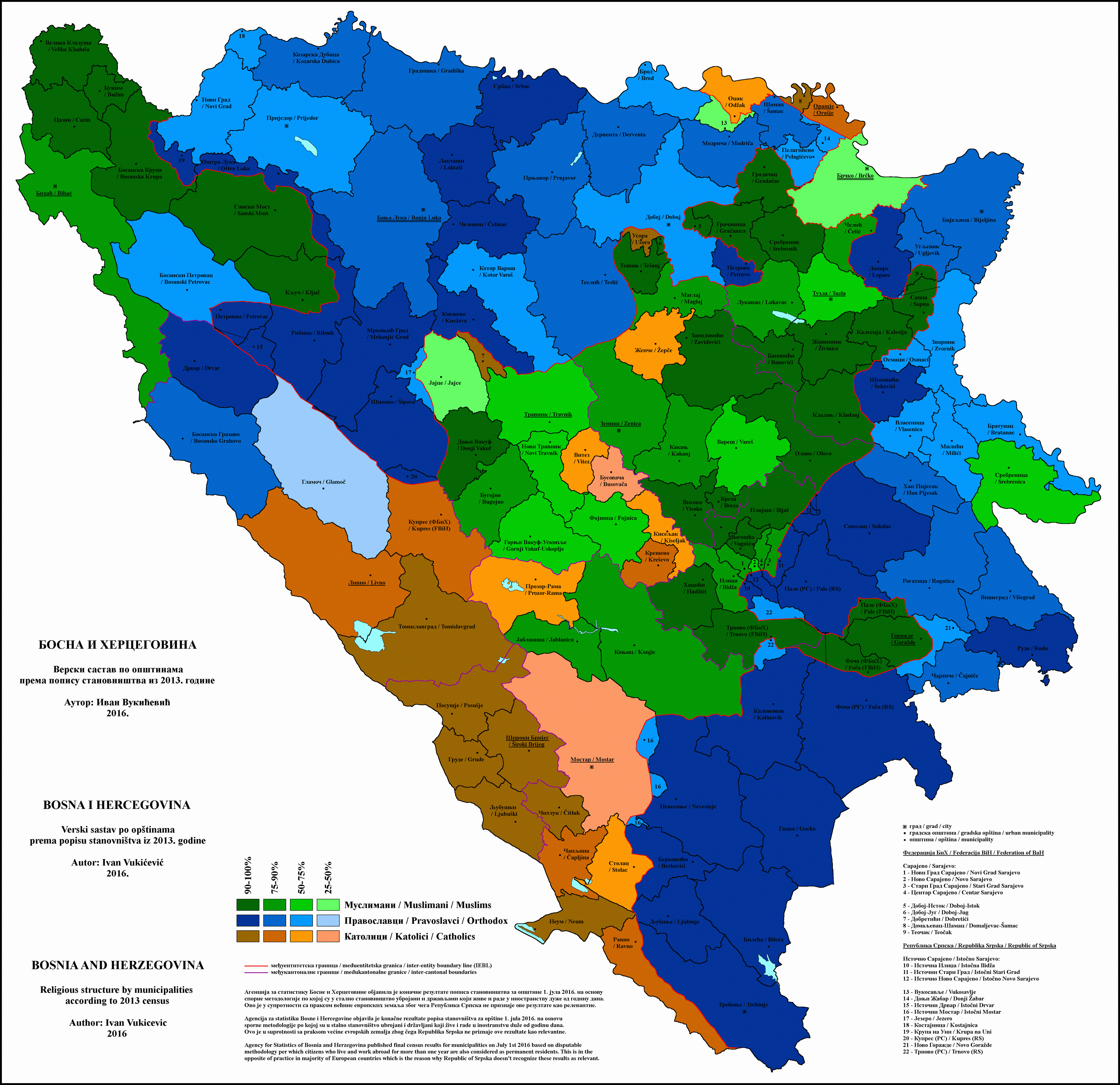
Общий, более точный
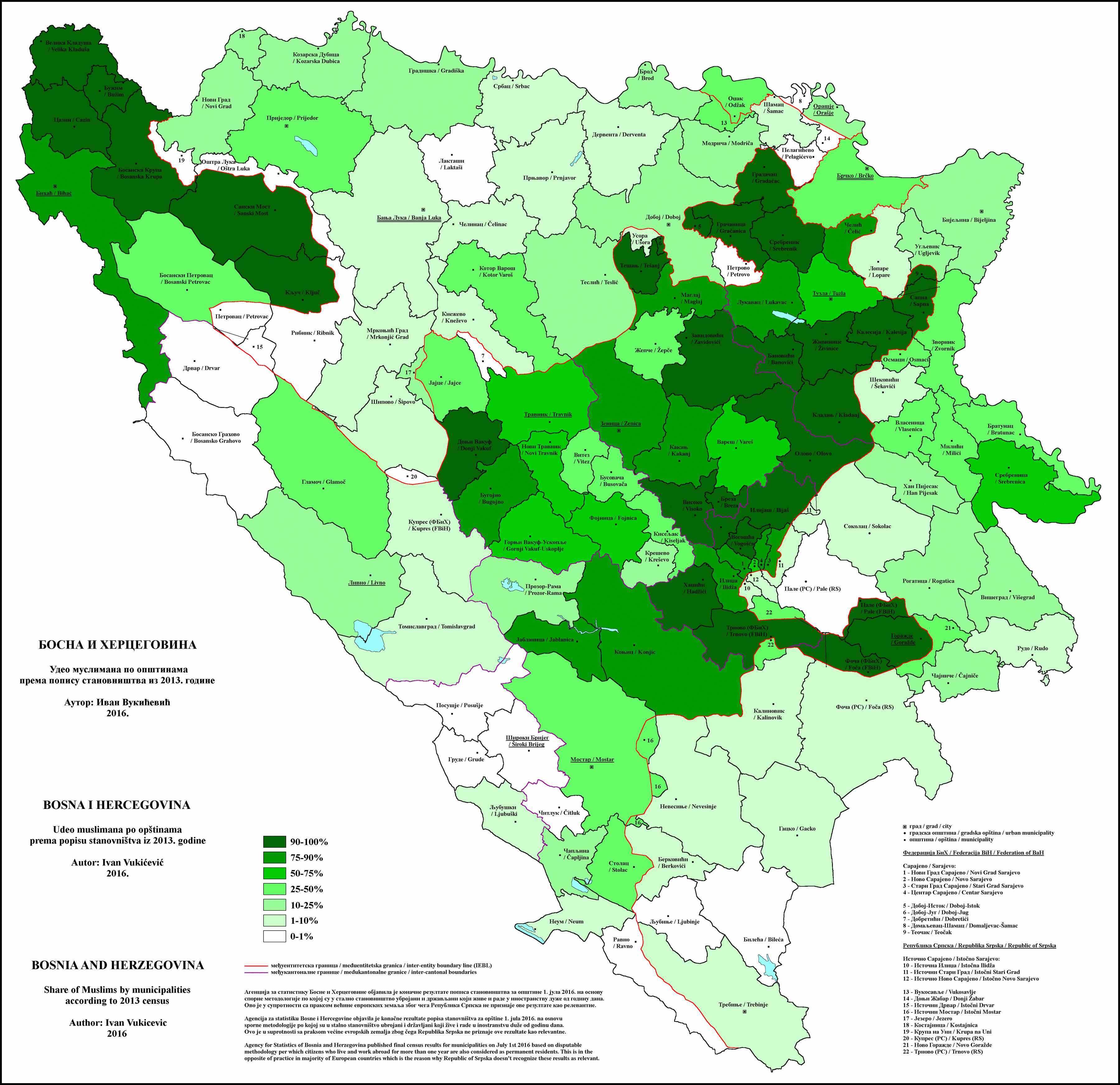
Мусульмане
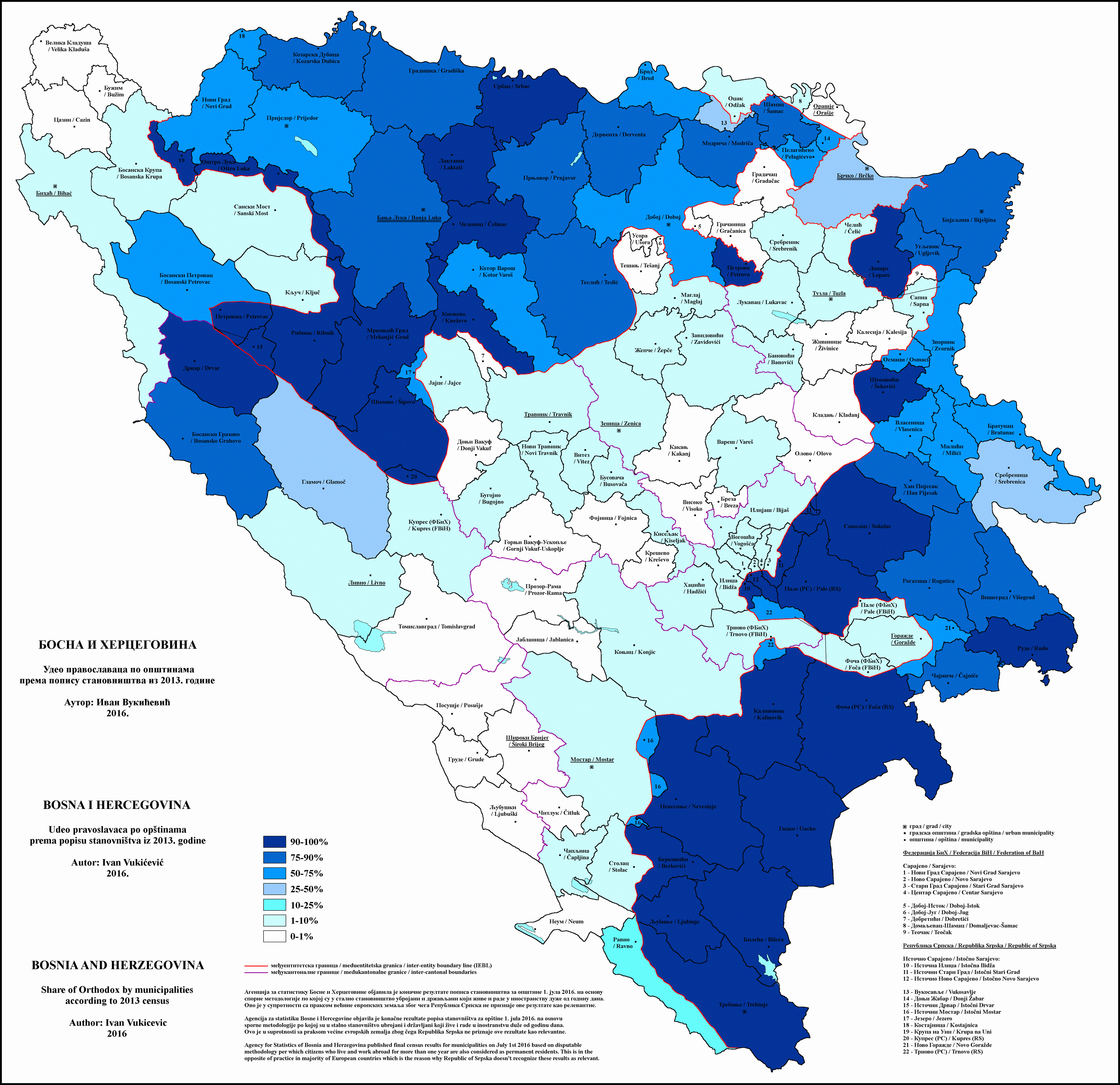
Православные
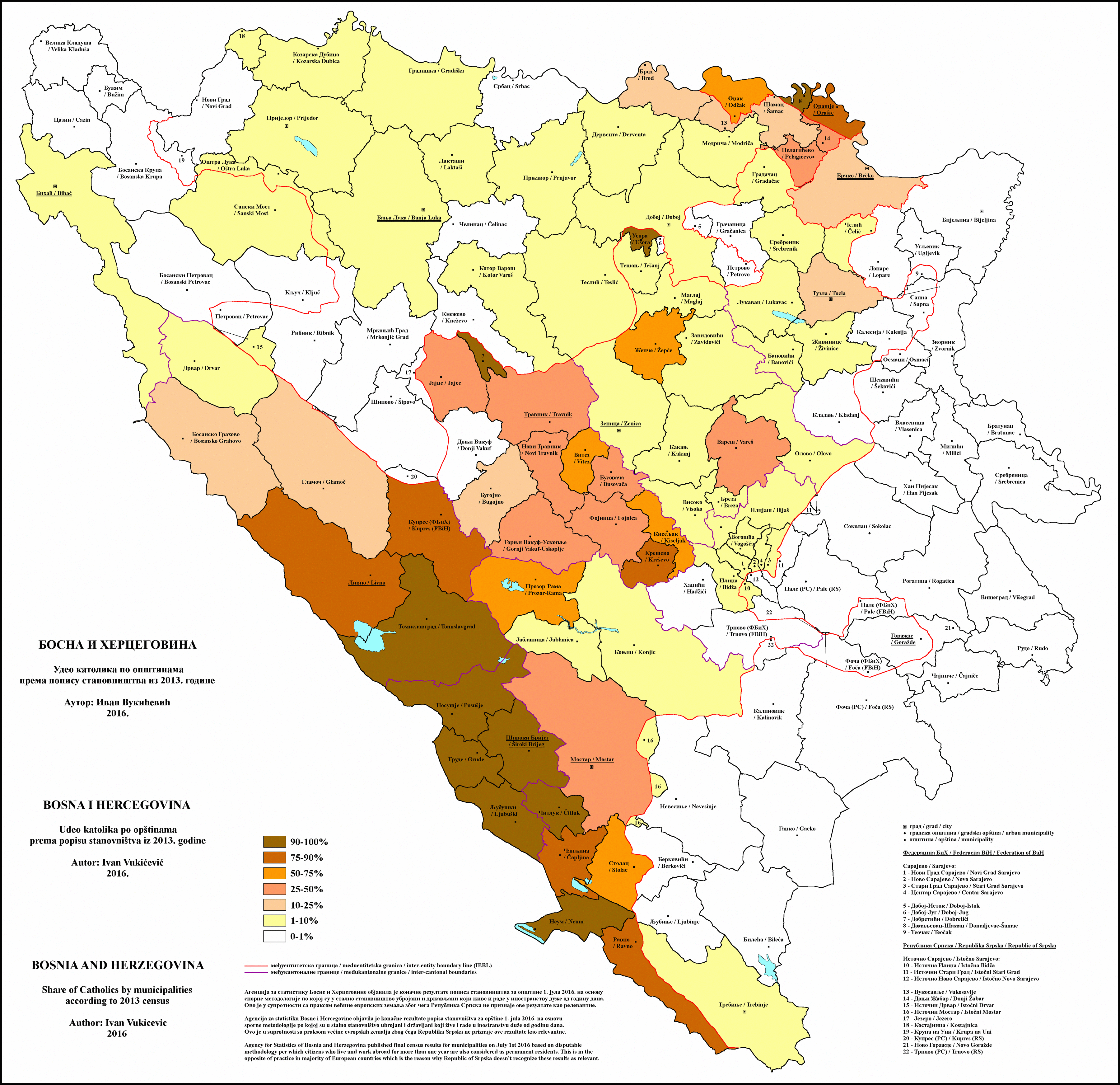
Католики